# Tzade

Tzade

Schluss-Tzade

Das Tzade oder Tzadi (צדי) – auch Ṣade, Sade, Tsadi oder Zadi geschrieben – ist der achtzehnte Buchstabe im Hebräischen Alphabet. Seine Aussprache entspricht im heutigen Hebräisch ziemlich genau dem deutschen „Z“ wie in „Zebra“ (nicht dem englischen weichen „Z“). Er hat den Zahlenwert 90.
Steht der Buchstabe am Schluss eines Wortes, wird er Tzade Sofit (Schluss-Tzade) genannt und als Finalbuchstabe anders geschrieben. Diese Schreibweise wird manchmal für den Zahlenwert 900 verwendet.
Das Tzade rührt vom phönizischen Buchstaben Sade her und hat als einziger hebräischer Buchstabe keine Entsprechung im klassischen griechischen oder lateinischen Alphabet. Nur das griechische Zahlzeichen Sampi hat denselben Ursprung. Das Tzade entspricht aber dem archaischen griechischen Buchstaben San – beide sind auch jeweils der achtzehnte Buchstabe im Alphabet.

## Beispiele
- ציון (tzijon): Zion
- צפת (tzefat): Safed
- מפרץ (mifratz): Bucht

## Zeichenkodierung
|                   | Tzade               | Schluss-Tzade             |
| ----------------- | ------------------- | ------------------------- |
| Unicode Codepoint | U+05e6              | U+05e5                    |
| Unicode-Name      | HEBREW LETTER TSADI | HEBREW LETTER FINAL TSADI |
| HTML              | &#1510;             | &#1509;                   |
| ISO 8859-8        | 0xf6                | 0xf5                      |